# 彼得·拉姆绍尔

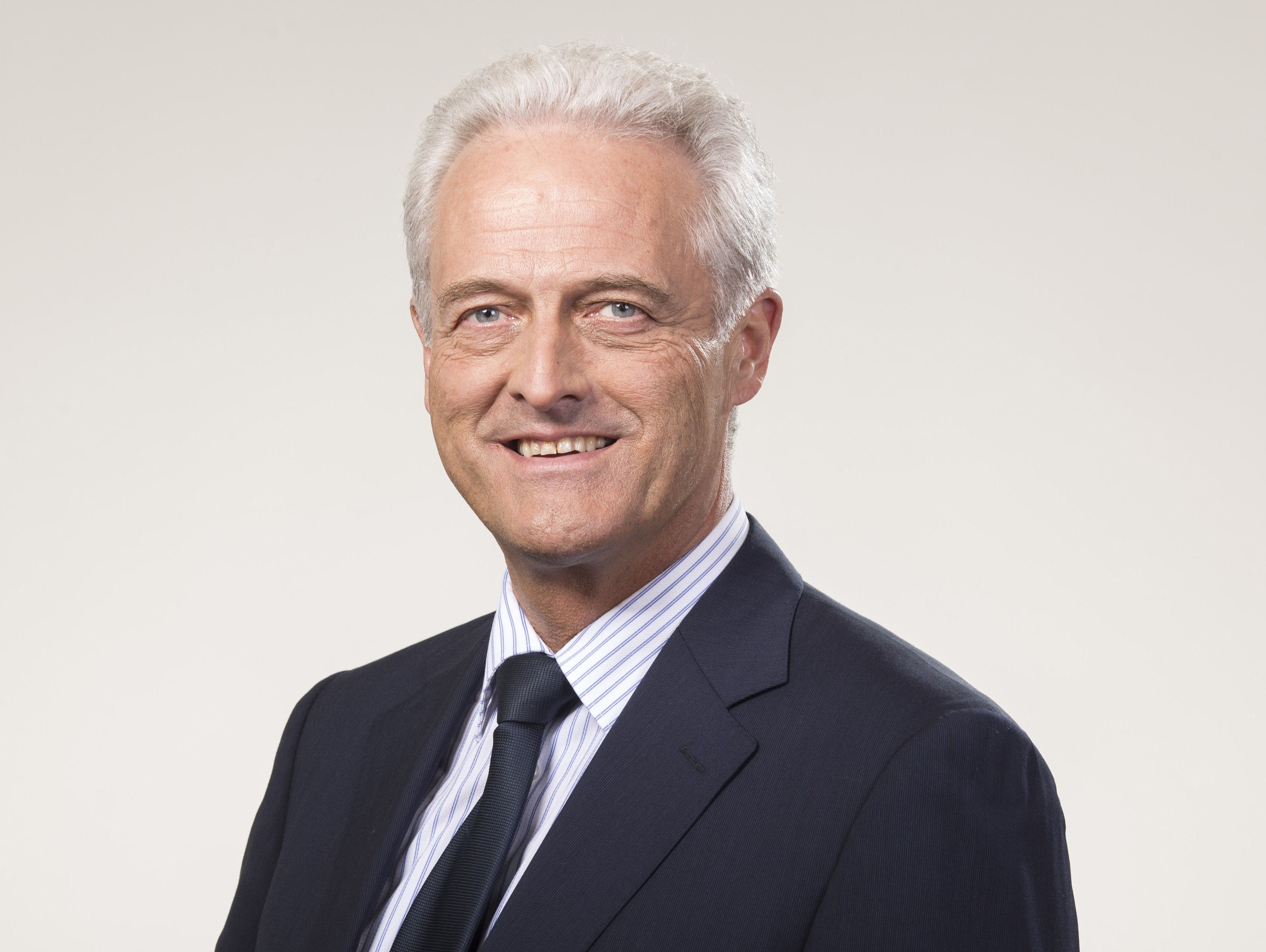

彼得·拉姆绍尔（德语：Peter Ramsauer，1954年—），德国政治人物。2009年至今，担任聯邦交通和數位基礎設施部部长（第二次默克尔内阁）。

## 生平
1954年2月10日，生于德国巴伐利亚州特罗因罗伊特（当时属西德）。2009年10月，獲任命为德国联邦交通建设与城市发展部部长。